# Ekteen
Ekteen (nep. एकतिन) – gaun wikas samiti we wschodniej części Nepalu w strefie Meći w dystrykcie Panchthar. Według nepalskiego spisu powszechnego z 2001 roku liczył on 1031 gospodarstw domowych i 5542 mieszkańców (2798 kobiet i 2744 mężczyzn).